# Млада (хор)
Академический хор «Млада» (г. Пермь) — профессиональный молодёжный коллектив, основанный в 1989 году. Многократный лауреат и победитель всероссийских и международных конкурсов. Совмещает принципы академического хорового пения и новаторские идеи. Является значимым культурным явлением города Пермь и всего Пермского края. Хор выступал на ведущих сценах страны, включая Государственный Кремлевский дворец, Государственный академический Мариинский театр и Государственную академическую капеллу Санкт-Петербурга.

## История хора
История академического хора «Млада» началась в 1989 году с его создания на базе Детской музыкальной школы № 2 г. Пермь. Так как в основном составе были только девочки, в качестве названия подобрали быстро запоминающееся певучее слово женского рода с ярким позитивным оттенком. Первая победа пришла к хору была в июне 1990 года, когда коллектив старших классов ДМШ № 2 стал лауреатом V областного фестиваля детского музыкального творчества в городе Чайковский. В 2002 году старшая группа хора, состоящая из выпускников хора и школы, получила статус муниципального коллектива. Хор состоит из трех групп: хор «Младешенька» (младшая группа, учащиеся Детской музыкальной школы №2), академический хор «Млада» (средняя группа, однородный женский хор), и смешанный академический хор «Млада» (старшая группа, муниципальный молодежный коллектив). 
Бессменным художественным руководителем и дирежером хора является его основательница, Заслуженный деятель искусств РФ, Заслуженный работник культуры РФ Ольга Владимировна Выгузова. Решением Пермской городской Думы от 23.05.2023 № 79 Ольге Выгузовой было присвоено почетное звание «Почетный гражданин города Перми» за значительный личный вклад в развитие культуры и искусства в городе Пермь.
Свою первую международную премию хор получил в 1997 году на Международном хоровом конкурсе в г. Оскарсхамн. В 2011 году хор завоевал первое место в номинации «Однородный хор» на 11-м Международном хоровом конкурсе в бельгийском городе Маасмехелен. Также хоровой коллектив был удостоен диплома лауреата первой степени. В 2019 году хор стал лауреатом (6 место) Международного хорового конкура Галлус в словенском городе Марибор и лауреатом (2 место) Международного Балтийского хорового конкурса в латвийской Юрмале; оба эти конкурса входят в шесть конкурсов Европейского гран-при хорового пения. 

## Творчество
Изначально базируясь на художественных позициях академического хорового пения, «Млада» использует новаторские творческие идеи, тем самым раздвигает границы традиционного хорового жанра, создаёт новый более «демократический» современный музыкальный материал. В творческом арсенале хора — владение разностилевыми вокальными техниками от базового академического вокала до различных вокальных приёмов (народное пение, эстрадно-джазовый вокал, техника «скэт», горловое пение, йодль и т. д.), что значительно увеличивает репертуарные возможности коллектива.
Кроме классической академической хоровой музыки, коллектив исполняет нетипичные для традиционного хора произведения (например, обработки инструментальной музыки, джазовые образцы, песенные композиции и т. д.), которые составляют особую коллекцию хоровых аранжировок, созданных авторами специально для «Млады».

## Программы
Коллективом были представлены следующие концертные программы.
- «От фолка до джаза» — программа с широким диапазом произведений. Премьера программы состоялась в Концертном зале Мариинского театра (Санкт-Петербург)[5].
- «Музыка мира» — программа с участием Заслуженного артиста республики Тыва, солиста ансамбля горлового пения Huun Huur Tu Радика Тюлюша, позволяющая познакомиться с музыкой ближнего зарубежья, Европы, Азии, Северной и Латинской Америки.
- «Что так сердце растревожено…» — программа с участием Заслуженного артиста РФ Евгением Дятлова.
- «О России петь…» — программа, в которую входят хоровые произведения советских композиторов XX века — Г. Свиридова, Н. Сидельникова, В. Калистратова, И. Дунаевского и др.
- «Секрет» — программа с элементами музыкального спектакля, составленная из песен Б. Окуджавы, В. Высоцкого, А. Градского, О. Митяева и других популярных российских бардов.
- «Джазовые нестандарты» — программа с различные направления джазовой музыки от её истоков до всемирно признанных джазовых стандартов a capella и в сопровождении jazz-band.
- «Песни у людей разные…» — программа посвящена популярной песенной классике, созданной советскими авторами в различные периоды XX века.
- «Мировые хиты» — программа, в которую вошли лучшие образцы мировой классики и эстрады.
- «Музыка кино» — программа, состоящая из популярных саундтреков российского и зарубежного кинематографа.
- «Дети Выдры» — уникальный этно-музыкальный проект Владимира Мартынова «Дети Выдры» (на тексты В. Хлебникова) совместно с московским камерным оркестром Opus Posth Татьяны Гринденко и тувинской группой «Хуун-Хуур-Ту».
- «Вооруженный человек: месса за Мир» (Карл Дженкинс) — совместный проект с Камерным оркестром Таллиннской филармонии (Эстония), Государственным камерным хором Республики Татарстан (Россия) при участии Уайтхеда Уильяма (орган, Великобритания).
- «Стикс» (Г. Канчели) — симфоническая поэма для альта, хора и оркестра. Совместный проект с Государственным симфоническим оркестром Республики Татарстан (художественный руководитель Народный артист России Александр Сладковский), Юрием Башметом и Уральским камерным хором (художественный руководитель Народный артист России Владислав Новик).

В 2018 году был создан и представлен публике литературно-музыкальный спектакль «17» с участием актёра театра и кино Антона Шагина. Также в апреле этого года была представлена новая программа «Есенин» с артистом театра и кино Антоном Шагиным.  В 2022 году в Перми состоялась премьера литературно-музыкального спектакля «Высоцкий» с участием актёра театра и кино, Заслуженного артиста РФ Евгения Дятлова.

## Награды
Академический хор «Млада» является лауреатом многих всероссийских и международных хоровых конкурсов.
- V Международный хоровой конкурс, г. Оскарсхамн (Швеция, 1997 год)
- XI Международный хоровой конкурс, г. Невшатель (Швейцария, 2006 год, третье место)[12][13]
- XXXVI Международный хоровой конкурс, г. Тур (Франция, 2007 год)
- Международный хоровой конкурс, г. Тампере (Финляндия, 2007 год)
- XXV Международный хоровой конкурс им. Ф.Шуберта, г. Вена (Австрия, 2008 год, золотой диплом)[14]
- XI Международный хоровой конкурс в г. Маасмехелен (Бельгия, 2011 год)[7]
- XXV Международный хоровой конкурс им. Б. Бартока, г. Дебрецен (Венгрия, 2012 год)
- XII Международный хоровой конкурс в г. Маасмехелен (Бельгия, 2013 год)
- Международный хоровой конкурс, г. Тампере (Финляндия, 2017 год)
- Международный конкурс исполнителей «Московская A Cappella» (Москва, 2019 год, победитель в номинации «Большая вокальная группа»)[15]
- XV Международный хоровой конкурс Галлус, г. Марибор (Словения, 2019 год, 6 место)[8]
- IV Международный Балтийский хоровой конкурс в г. Юрмала (Латвия, 2019 год, 2 место, специальный приз за лучшее исполнение обязательного произведения, специальный приз за лучшее исполнение унисонного произведения)[9]
- Международный фестиваль-конкурс хоровых коллективов им. И. В. Рогановой «Радуга» в г. Санкт-Петербург (2019 год, диплом лауреата первой степени и гран-при)[16]
- Международный хоровой конкурс в г. Белосток (Польша, 2020 год, лауреат I степени в номинации «профессиональные хоры»)[17]
- Всероссийский конкурс «Битва хоров» (Москва, 2024, лауреат первой степени в номинации «Эстрадный хор»)[18]